# Segunda División de waterpolo 2022-23
La temporada 2022-23 de la Segunda División de waterpolo fue disputada por 14 equipos. La competición fue organizada por la Real Federación Española de Natación. Comenzó el 22 de octubre de 2022 y terminó el 6 de junio de 2023.

## Equipos
Los equipos participantes en la temporada fueron:
| Equipo                                         | Ciudad                     |
| Grupo A                                        | Grupo A                    |
| ---------------------------------------------- | -------------------------- |
| Club Deportivo Waterpolo Chiclana              | Chiclana                   |
| Club Deportivo Natación Boadilla               | Boadilla del Monte         |
| Club Natación Tres Cantos                      | Madrid                     |
| Waterpolo Tenerife Echeyde B                   | Santa Cruz de Tenerife     |
| Club Natación Metropole                        | Las Palmas de Gran Canaria |
| Sección de Waterpolo El Olivar                 | Zaragoza                   |
| Club Natación Las Palmas                       | Las Palmas de Gran Canaria |
| Club Natación Ciudad de Alcorcón               | Alcorcón                   |
| Grupo B                                        |                            |
| Club Natació Poble Nou                         | Barcelona                  |
| Agrupación Recreativa Concepción Ciudad Lineal | Madrid                     |
| Club Natació Vallirana                         | Vallirana                  |
| Club Waterpolo Dos Hermanas                    | Dos Hermanas               |
| Club Deportivo Waterpolo Málaga                | Málaga                     |
| Club Natación Godella                          | Godella                    |
| Club Waterpolo Elche                           | Elche                      |
| Club Natació Ciutat de Palma                   | Palma de Mallorca          |

1. ↑  Aparece en los sorteos oficiales de grupo, pero no jugó ningún partido en la temporada

## Fase 1

### Grupo A
|                                                                   | Equipo                    | Puntos | J  | G  | P  | GF  | GC  | DG   |
| ----------------------------------------------------------------- | ------------------------- | ------ | -- | -- | -- | --- | --- | ---- |
| 1                                                                 | CDN Boadilla              | 23     | 12 | 11 | 1  | 173 | 92  | 81   |
| 2                                                                 | Tenerife Echeyde Timbeque | 21     | 12 | 9  | 3  | 131 | 102 | 29   |
| 3                                                                 | CN Tres Cantos            | 19     | 12 | 7  | 5  | 143 | 93  | 50   |
| 4                                                                 | CN Ciudad de Alcorcón     | 18     | 12 | 6  | 6  | 123 | 120 | 3    |
| 5                                                                 | CN Las Palmas             | 18     | 12 | 6  | 6  | 128 | 99  | 29   |
| 6                                                                 | CDW Chiclana              | 15     | 12 | 3  | 9  | 109 | 184 | -75  |
| 7                                                                 | Waterpolo El Olivar       | 12     | 12 | 0  | 12 | 70  | 187 | -117 |
| Fuente: Federación Española de Natación; actualización automática |                           |        |    |    |    |     |     |      |

### Grupo B
|                                                                   | Equipo                          | Puntos | J  | G  | P  | GF  | GC  | DG  |
| ----------------------------------------------------------------- | ------------------------------- | ------ | -- | -- | -- | --- | --- | --- |
| 1                                                                 | CN Godella                      | 25     | 14 | 11 | 3  | 172 | 130 | 42  |
| 2                                                                 | AR Concepción CL                | 24     | 14 | 10 | 4  | 146 | 120 | 26  |
| 3                                                                 | CN Vallirana                    | 23     | 14 | 9  | 5  | 146 | 153 | -7  |
| 4                                                                 | Club Natació Poble Nou          | 22     | 14 | 8  | 6  | 138 | 128 | 10  |
| 5                                                                 | CN Ciutat                       | 19     | 14 | 5  | 9  | 157 | 190 | -33 |
| 6                                                                 | Tenerife Echeyde Timbeque       | 19     | 14 | 5  | 9  | 165 | 169 | -4  |
| 7                                                                 | CW Dos Hermanas                 | 18     | 14 | 4  | 10 | 135 | 152 | -17 |
| 8                                                                 | Valenciana Club Waterpolo Elche | 18     | 14 | 4  | 10 | 133 | 150 | -17 |
| Fuente: Federación Española de Natación; actualización automática |                                 |        |    |    |    |     |     |     |

## Fase 2
Los cuatro primeros clasificados del grupo A y B se clasificaron al grupo C, mientras que el resto se clasificaron al grupo D.

### Grupo C
|                                                                   | Equipo                    | Puntos | J  | G  | P | GF | GC  | DG  |
| ----------------------------------------------------------------- | ------------------------- | ------ | -- | -- | - | -- | --- | --- |
| 1                                                                 | CDN Boadilla              | 25     | 14 | 11 | 0 | 3  | 152 | 120 |
| 2                                                                 | CN Godella                | 23     | 14 | 9  | 0 | 5  | 155 | 132 |
| 3                                                                 | AR Concepción CL          | 22     | 14 | 8  | 0 | 6  | 149 | 134 |
| 4                                                                 | Tenerife Echeyde Timbeque | 22     | 14 | 8  | 0 | 6  | 148 | 134 |
| 5                                                                 | Club Natació Poble Nou    | 21     | 14 | 7  | 0 | 7  | 118 | 119 |
| 6                                                                 | CN Vallirana              | 19     | 14 | 5  | 0 | 9  | 118 | 151 |
| 7                                                                 | CN Tres Cantos            | 18     | 14 | 4  | 0 | 10 | 116 | 137 |
| 8                                                                 | CN Ciudad de Alcorcón     | 18     | 14 | 4  | 0 | 10 | 113 | 142 |
| Fuente: Federación Española de Natación; actualización automática |                           |        |    |    |   |    |     |     |

### Grupo D
|                                                                   | Equipo                          | Puntos | J  | G | P | GF | GC  | DG  |
| ----------------------------------------------------------------- | ------------------------------- | ------ | -- | - | - | -- | --- | --- |
| 1                                                                 | CN Ciutat                       | 20     | 12 | 9 | 0 | 2  | 185 | 129 |
| 2                                                                 | CN Las Palmas                   | 20     | 12 | 9 | 0 | 2  | 152 | 111 |
| 3                                                                 | Valenciana Club Waterpolo Elche | 19     | 12 | 7 | 0 | 5  | 148 | 113 |
| 4                                                                 | CW Dos Hermanas                 | 18     | 12 | 6 | 0 | 6  | 163 | 118 |
| 5                                                                 | Tenerife Echeyde Timbeque       | 18     | 12 | 6 | 0 | 6  | 156 | 123 |
| 6                                                                 | CDW Chiclana                    | 15     | 12 | 3 | 0 | 9  | 99  | 188 |
| 7                                                                 | Waterpolo El Olivar             | 13     | 12 | 1 | 0 | 11 | 66  | 187 |
| Fuente: Federación Española de Natación; actualización automática |                                 |        |    |   |   |    |     |     |

## Fase 3
Los cuatro primeros del grupo 3 se enfrentaron en un play-off. Los dos finalistas ascendieron a primera división.
|  | Semifinales | Semifinales               | Semifinales      | Semifinales      |   |                           | Final                     | Final | Final | Final |  |
|  |             |                           |                  |                  |   |                           |                           |       |       |       |  |
|  |             |                           |                  |                  |   |                           |                           |       |       |       |  |
|  | 1º          | CDN Boadilla              | 8                | 13               |   |                           |                           |       |       |       |  |
|  | 1º          | CDN Boadilla              | 8                | 13               |   |                           |                           |       |       |       |  |
|  | 4º          | Tenerife Echeyde Timbeque | 10               | 12               |   |                           |                           |       |       |       |  |
|  | 4º          | Tenerife Echeyde Timbeque | 10               | 12               |   | Tenerife Echeyde Timbeque | Tenerife Echeyde Timbeque | 6     | 11    |       |  |
|  |             |                           |                  |                  |   | Tenerife Echeyde Timbeque | Tenerife Echeyde Timbeque | 6     | 11    |       |  |
|  |             |                           | AR Concepción CL | AR Concepción CL | 9 | 5                         |                           |       |       |       |  |
|  | 2º          | CN Godella                | AR Concepción CL | AR Concepción CL | 9 | 5                         | 10                        | 6     |       |       |  |
|  | 2º          | CN Godella                |                  |                  |   |                           | 10                        | 6     |       |       |  |
|  | 3º          | AR Concepción CL          | 7                | 12               |   |                           |                           |       |       |       |  |
|  | 3º          | AR Concepción CL          | 7                | 12               |   |                           |                           |       |       |       |  |
|  |             |                           |                  |                  |   |                           |                           |       |       |       |  |